# 夏川侑子
夏川 侑子（なつかわ ゆうこ、1969年3月17日 - ）【平成10年までの芸名『葉子きよみ』】は、日本の女優、歌手、MC。本名、石井 紀代美　旧姓:箱田 紀代美（はこだ きよみ）。
東京都出身。シーグリーン所属。玉川大学文学部芸術学科演劇専攻卒業。劇団「麦の会」出身。趣味はドライブ・水泳・一人旅(遺跡巡り)・音楽鑑賞・子育て講座巡り・人間観察/分析　等。

## 来歴・人物
- 高校時代、文化祭にてクラスで映画制作をし、主演を務めた事がきっかけとなり、文学部/演劇科の大学へと進学する事を決断する。
- 大学在学中にCM制作会社のオーディションを受け、最初の芸能事務所に所属。
- 劇団「麦の会」に入り、映画監督の山本邦彦より、主に映像演技などを師事。
- TVの大河ドラマや、2時間ドラマにも多数出演。
- 10社以上のカラオケ映像、ポップス～演歌、PVに至るまで、800曲以上に出演。
- 1999年には、外資系の金融専門チャンネル「ブルームバーグTV」のニュースアンカーとなる

## 出演

### 映画
- 「つづく」（大町孝三 監督） - 水野文代 役
- 「眠る男」（1996年、小栗康平 監督） - 東京の女の子 役
- 「東京ジャンキーズ」 - 主役の先輩 役
- 「17歳のはばたき」（小松靖夫 監督） - 上条悦子 役
- 「学校〜回想エキス使用〜」（小森健次 監督） - 真由美 役

### テレビドラマ
NHK
- 大河ドラマ「炎立つ」第1部 - 準レギュラー侍女 役・第2部 - 側室 役
- 日米国際共同「山田が街にやって来た」 - 大学生 役
- ドラマ新銀河「帰ってきちゃった」 - 看護師 役
- 大河ドラマ「花の乱」第17話・18話 - 萬屋錦之介の側室 役
- 金曜時代劇「とおりゃんせ〜深川人情澪通り」 - 矢場の女 役
- NHKハイビジョン特集「天才画家の肖像　与謝蕪村」 - 子供蕪村の母 役

日本テレビ
- 「はだかの刑事」第15話 - 保母さん 役

TBS
- 月曜ドラマスペシャル「私でない私の犯罪」 - ホステス 役
- 「ドラフト特番 お母さんありがとうSP」 - 選手のお母さん 役

フジテレビ
- 男と女のミステリー「死刑台のロープウェイ」 - ペットショップの店員 役
- 男と女のミステリー「北原白秋の“砂山”の唄殺人事件」
- 妻たちの劇場「パパと呼べないの!」第18話 - 看護師 役
- 「古畑任三郎」第1シーズン第4回　—古畑任三郎VS幡髄院大 - 変なウエイトレス 役
- 金曜エンタテイメント「ニュースキャスター小室苑子」 - 小松芳江 役
- 金曜エンタテイメント「ペット誘拐殺人事件」 - 小泉茜 役
- 金曜エンタテイメント「五十億を相続する女」 - 看護師田口のりこ 役
- 昼ドラ 「牡丹と薔薇」 - 看護師 役
- 「ザ・ジャッジEX〜芸能人編」  - 花田景子 役/ 吉幾三の妻・寿佐子 役
- 火曜9時連ドラ「ラストホープ」 - 古牧利明（演、小日向文世）の 親族 役
- 月曜9時連ドラ「ビブリア古書堂の事件手帖」 - 五浦大輔（演、AKIRA）の 道案内人 役
- 木曜10時連ドラ「最高の離婚」最終話 - たこ焼き屋（演、時任三郎） の妻 役

テレビ朝日
- 火曜スーパーワイド「ベビーシッター物語」 - 並樹史朗さんの婚約者 役
- 火曜ミステリー劇場「忘れられた花嫁」 - 目撃者 役
- 「家政婦は見た!」第8作「銀座－京都 虚飾と欲望に燃える美しい母娘の艶やかな秘密」 - ホステス 役
- 土曜ワイド劇場「砂の器」 - 秋田の高校生 役
- 「法医学教室の事件ファイル」最終回 - 稲垣友子 役
- 「はぐれ刑事純情派」第131話 - 事務員 役
- 火曜ドラマ「先生はワガママ」 - 花屋の店員 役
- 土曜ワイド劇場「湯の街旅情殺人事件」みちのく編 - 上野晴美 役
- 土曜ワイド劇場「車椅子の弁護士・水島威」 - 若おかみ 役
- 土曜ワイド劇場「車椅子の弁護士・水島威」② - 岡部晃子 役
- 土曜ワイド劇場「法医学の事件ファイル」 - 江守恵 役
- 「はぐれ刑事純情派」第235話 - 保母さん 役

### CM
- アデランスレディース アデランス（グラデージュ編） （2018年9月  - 2020年9月）
- 長栄 （2010年9月 - ）
- SANKYO ダースベイダー（正月編）（2008年12月 - ）
- エポックケミカル（らくやきマーカー）（2008年2月 - ）
- タマホーム（2006年3月 - ）
- ぺんてる（店頭編）（2006年 - ）
- アメリカンホームダイレクト（2004年12月 - ）
- 日本赤十字社（春の献血編）（2005年 - ）
- SONY　Cocoon《コクーン》（サッカー編）（2003年6月 - ）
- 大塚食品（ベジタブルEV）（2004年4月 - ）
- ツヴァイ・インフォメーション（2003年9月 - ）
- 関西電力（プラン編）（パッケージ編）（2003年10月 - ）
- 華舞「コラーゲン」韓国
- ノーベル製菓（沖縄編）（ゴスペル編）（2003年10月 - ）
- EURO 2
- サトウのごはん
- JR西日本
- 東武（ワイン）

### CD
- 大人どうし／やさしさに慣らされて「ISN'T RECORD」

### 写真詩集
- 「ロマンス日和」四宮一志　著